# Aeroportul St Helens
Aeroportul St Helens (IATA: HLS, ICAO: YSTH) este un aeroport din Tasmania, Australia.
Situat la o altitudine de 46 m, aeroportul dispune de o singură pistă. Este operat de Break O'Day Council⁠(d).